# Родина (6-й сезон)
Шестой сезон американского драматического сериала «Родина», премьера которого состоялась на канале Showtime 15 января 2017 года. Сериал вольно основан на израильском телесериале «Хатуфим» (рус. Военнопленные), созданным Гидеоном Раффом и разработанным для американского телевидения Говардом Гордоном и Алексом Гансой. Шестой сезон был выпущен на Blu-ray и DVD 6 февраля 2018 года.

## Сюжет
Спустя несколько месяцев после событий предыдущего сезона, Кэрри Мэтисон вернулась в США и живёт в Бруклине, Нью-Йорке с своей маленькой дочерью. Сейчас она работает в фонде, чьим усилием является оказание помощи мусульманам, живущим в США. Питер Куинн жив, но страдает от перенесённого им отравления зарином. Сол Беренсон и Дар Адал всё ещё работают в ЦРУ и борются с терроризмом в США. Сезон включает президентские выборы, его действия разворачиваются между днём выборов и днём инаугурации. Сезон также будет обсуждать Совместный всеобъемлющий план действий.

## В ролях

### В главных ролях
- Клэр Дэйнс — Кэрри Мэтисон, теперь работающая на фонд для мусульман, подверженных жестокому обращению со стороны отечественных правоохранительных органов в Нью-Йорке
- Руперт Френд — Питер Куинн, бывший оперативник специальных (секретных) операций ЦРУ, восстанавливающийся после отравления зарином
- Элизабет Марвел — Элизабет Кин, младший сенатор из Нью-Йорка, избранная президентом США.[6]
- Ф. Мюррей Абрахам — Дар Адал, должностное лицо ЦРУ и специалист по секретным операциям.
- Мэнди Патинкин — Сол Беренсон, должностное лицо ЦРУ и бывший босс и наставник Кэрри.

### Второстепенный состав
- Мори Стерлинг — Макс, внештатный эксперт по видеонаблюдению
- Хилл Харпер — Роб Эммонс, глава администрации президента США Кин[7]
- Роберт Неппер — генерал Джейми Макклендон, представитель Министерства обороны США на брифинге президента Кин и её реформы[8]
- Доминик Фумуса — спец. агент ФБР Рэй Конлин[9]
- Патрик Сабонгуй — Реда Хашем, профессор школы права CUNY и адвокат мусульмано-американской общины[7]
- С. Дж. Уилсон — Портеус Белли, наёмник
- Шон Тоуб — Маджид Джавади, генерал IGRC и агент ЦРУ
- Хадар Ратцон-Ротем — Това Ривлин, агент Моссада
- Дж. Маллори Маккри — Секу Ба, мусульманин, подозреваемый в радикализации, и клиент Кэрри
- Зайнаб Джа — Эби Ба, мать Секу
- Эшли Шарп Честнат — Симон Ба, сестра Секу
- Лео Манзари — Саад Масуд, друг Секу и информатор ФБР
- Микки О'Хаган — Кларис
- Бернард Уайт — Фархад Нафиси
- Джеймс Маунт — агент Томс
- Аллан Кордюнер — Этай Лускин, посол Израиля в Германии
- Джейк Уэбер — Бретт О'Киф, телеведущий
- Нина Хосс — Астрид, агент немецкой разведки из БНД
- Сет Нумрик — Нейт Джозеф, аналитик/техник ЦРУ
- Марин Хинкл — Кристин Лонас
- Дэвид Торнтон — Джордж Паллис
- Брэдфорд Андерсон — Трент
- Бобби Морено — Томми
- Жаклин Антарамян — Дорит, сестра Сола
- Иэн Кан — Роджер
- Дебора Хедуолл — Марджори Дил

### Приглашённые звёзды
- Себастьян Кох — Отто Дюринг, немецкий филантроп
- Сарита Чоудхури — Мира Беренсон, бывшая жена Сола
- Лайнус Роуч — Дэвид Уэллингтон, глава администрации президента после убийства Роба Эммонса
- Альфредо Нарцисо — сенатор Элиан Кото
- Наташа Карам — Мина Бекер
- Алан Дэйл — президент Морс, уходящий с поста Президент США
- Роберт Боуг — капитан ESU Уилсон
- Джон Болджер — генерал
- Рэйчел Тикотин — Мерседес Акоста
- Рональд Гаттман — Виктор
- Нил Матараццо — Дэнни Джонс
- Энтони Азизи — Насер
- Марта Раддац — в роли самой себя
- Орла Кэссиди — Рэйчел Крофтс
- Ален Вашневски — Амир Бастами
- Адам Группер — судья
- Крис Кой — Руди, американский солдат, сражавшийся вместе с сыном Кин в Ираке
- Гэбриел Фацио — Фрэнк Коласек
- Дэвид Эдкинс — доктор Шутен

## Эпизоды
| № общий | № в сезоне | Название                                      | Режиссёр            | Автор сценария                    | Дата премьеры                                      | Зрители в США (млн) |
| ------- | ---------- | --------------------------------------------- | ------------------- | --------------------------------- | -------------------------------------------------- | ------------------- |
| 61      | 1          | «Честная игра» «Fair Game»                    | Кит Гордон          | Алекс Ганса и Тед Манн            | 30 декабря 2016 (онлайн) 15 января 2017 (Showtime) | 1,08                |
| 62      | 2          | «Человек в подвале» «The Man in the Basement» | Кит Гордон          | Чип Йоханнссен                    | 22 января 2017                                     | 1,45                |
| 63      | 3          | «Завет» «The Covenant»                        | Лесли Линка Глаттер | Рон Нисуонер                      | 29 января 2017                                     | 1,13                |
| 64      | 4          | «Вспышка света» «A Flash of Light»            | Лесли Линка Глаттер | Патрик Харбинсон                  | 12 февраля 2017                                    | 1,05                |
| 65      | 5          | «Военный инцидент» «Casus Belli»              | Алекс Грейвз        | Чип Йоханнссен                    | 19 февраля 2017                                    | 1,07                |
| 66      | 6          | «Возвращение» «The Return»                    | Алекс Грейвз        | Шарлотта Стоудт                   | 26 февраля 2017                                    | 0,90                |
| 67      | 7          | «Неминуемая опасность» «Imminent Risk»        | Такер Гейтс         | Рон Нисуонер                      | 5 марта 2017                                       | 1,44                |
| 68      | 8          | «Другая правда» «alt.truth»                   | Лесли Линка Глаттер | Патрик Харбинсон                  | 12 марта 2017                                      | 1,27                |
| 69      | 9          | «Марионетки» «Sock Puppets»                   | Дэн Аттиас          | Чип Йоханнссен и Эван Райт        | 19 марта 2017                                      | 1,26                |
| 70      | 10         | «Дом с флагом» «The Flag House»               | Майкл Клик          | Алекс Ганса                       | 26 марта 2017                                      | 1,43                |
| 71      | 11         | «Р — значит Ромео» «R Is for Romeo»           | Сет Манн            | Чип Йоханнссен и Патрик Харбинсон | 2 апреля 2017                                      | 1,34                |
| 72      | 12         | «Америка первая» «America First»              | Лесли Линка Глаттер | Алекс Ганса и Рон Нисуонер        | 9 апреля 2017                                      | 1,90                |

## Производство
Заставка сезона содержит выдержки из документального фильма «Революцию не покажут по телевизору».

### Разработка
9 декабря 2015 года сериал был продлён на шестой сезон. 11 августа 2016 года, на летнем пресс-туре TCA 2016 года, было объявлено, что съёмки начнутся в августе 2016 года в Нью-Йорке. Исполнительными продюсерами сериала являются шоураннеры Алекс Ганса и Говард Гордон, а также Гидеон Рафф, Чип Йоханнссен, Майкл Клик, Патрик Харбинсон, Лесли Линка Глаттер, Ави Нир, Ран Телем и Клэр Дэйнс.
В сентябре 2016 года звезда сериала Руперт Френд получил травму ноги, что заставило производство крутиться вокруг его персонажа Питера Куинна. Несмотря на неудачу, его отпуск не повлиял на дату премьеры. Также в этом месяце объявили, что в то время как большая часть съёмок и сюжета произойдёт в Нью-Йорке, производство вернётся снимать сцены в Марокко (которое заменяет Абу-Даби и Израиль), где сериал не снимали уже с третьего сезона. Промо-постер и видео со съёмками сериала были выпущены 17 ноября 2016 года.

### Кастинг
27 июля 2016 года Элизабет Марвел была взята на главную роль Элизабет Кин, сенатора из Нью-Йорка, которую избрали президентом США. 10 августа 2016 года было объявлено, что Хилл Харпер и Патрик Сабонгуй присоединились к актёрскому составу. 16 августа 2016 года Роберт Неппер присоединился актёрскому составу в роли генерала Джейми Макклендона, представителя Министерства обороны США. 10 сентября 2016 года «Veriety» объявило, что звезда «Сестры Джеки» Доминик Фумуса присоединился в роли специального агента ФБР Рэя Конлина.

## Реакция

### Реакция критиков
Шестой сезон «Родины» получил в целом положительные отзывы критиков. На Metacritic у сезона рейтинг 68 из 100 на основе 15 отзывов. На Rotten Tomatoes рейтинг сезона составляет 80%, со средним рейтингом 7,75 из 10, на основе 20 отзывов. Критический консенсус сайта гласит: «„Родина“ доставляет интроспективную комфортную пищу с удовлетворительно сильным женским персонажем и сюжетными линиями, которые продолжают удивлять».

### Награды
На 69-й церемонии премии «Эмми», сериал получил три номинации: Мэнди Патинкин как лучший актёр второго плана в драматическом сериале, Лесли Линка Глаттер как лучший режиссёр драматического сериала за эпизод «Америка первая» и лучший звуковой монтаж в сериале за эпизод «Америка первая». Это первый сезон, за который Клэр Дэйнс не была номинирована как лучшая актриса в драматическом сериале.